# مهرجان القاهرة السينمائي الدولي الرابع والثلاثون
انطلق مهرجان القاهرة السينمائي الدولي الرابع والثلاثون في 30 نوفمبر واختتم في 9 ديسمبر 2010.

## الأفلام المشاركة

### المسابقة الدولية
| العنوان باللغة العربية | العنوان الأصلي | المخرج              | البلد                      |
| ---------------------- | -------------- | ------------------- | -------------------------- |
| اسأل قلبك              | Yüreğine Sor   | يوسف كوسينلي        | تركيا                      |
| الكثير من أجل العدالة  | Oda az igazság | ميكلوس يانكشو       | المجر                      |
| غبار الذهب             | Hrysoskoni     | مارجاريتا ماندا     | اليونان                    |
| التعليق الصوتي         |                | سفيتوسلاف أوفتشاروف | بلغاريا                    |
| الأب والغريب           |                | ريكي تونياتزي       | إيطاليا                    |
| ولد من البحر           |                | أندريه كوتكوسكي     | بولندا                     |
| متوحشة                 |                | جان فرانسو أميجيه   | سويسرا                     |
| أمير                   |                | شينو رونو           | الفلبين                    |
| خطاب لم يستكمل         |                | أبارنا سين          | الهند                      |
| أسير الأوهام           |                | إليسيو سوبيلا       | الأرجنتين                  |
| الشوق                  |                | خالد الحجر          | مصر                        |
| من أنا؟                | Кто я?         | كليم شيبينكو        | روسيا                      |
| وكأنني لم أكن هناك     |                | خوانيتا ويلسون      | أيرلندا / مقدونيا / السويد |
| بيران بيرانو           |                | جوران نوجنوفيتش     | سلوفينيا                   |
| كوباكابانا             |                | مارك فيتوسي         | فرنسا                      |
| وداعة                  |                | كاتالين أبوستول     | رومانيا                    |

### مسابقة أفلام الديجيتال
| العنوان باللغة العربية | العنوان الأصلي     | المخرج                                                  | البلد                                                 |
| ---------------------- | ------------------ | ------------------------------------------------------- | ----------------------------------------------------- |
| ليتل روك               | Littlerock         | ميكي أوت                                                | اليابان / الولايات المتحدة                            |
| سانتينا                | Santina            | جيوبرتو بيجناتيلي                                       | إيطاليا                                               |
| إيماني                 | Imani              | كارولين كاميا                                           | أوغندا                                                |
| '                      | Panopticon         | باربارا كورزاج، سلاومير شوتي                            | بولندا                                                |
| متشابك باللون الأزرق   | Tangled Up in Blue | حيدر رشيد                                               | العراق / إيطاليا / إنجلترا / الإمارات العربية المتحدة |
| الوعي والجريمة         | '                  | توم والر                                                | تايلاند                                               |
| حكايات الجانب الشرقي   |                    | فيرينك توروك، مارك بودزسار، كاسابا بولوك، زابولكس هاجدو | المجر                                                 |
| جوى                    | Joy                | ميكي دي يونج [الإنجليزية]                               | هولندا                                                |
| الباب                  |                    | محمد عبد الحافظ                                         | مصر                                                   |
| فقط إيناس              | Just Inès          | مارسيل غرانت                                            | إنجلترا                                               |
| مسلم                   | Mooz-lum           | قاسم بصير [الإنجليزية]                                  | الولايات المتحدة                                      |
| ثورة الغضب             |                    | جويل لامانجان                                           | الفلبين                                               |
| شياطين غريبة           |                    | فايث إيزياكبير                                          | جنوب إفريقيا / نيجيريا                                |
| حب من طرف واحد         | '                  | زانغ سيانغ                                              | الصين                                                 |
| الرباط                 |                    | يوشى أنوما                                              | اليابان                                               |
| المجندون               | '                  | دانيلو جوميز أنونفيفو                                   | الفلبين                                               |

### مسابقة الأفلام العربية
| العنوان باللغة العربية | العنوان الأصلي | المخرج              | البلد   |
| ---------------------- | -------------- | ------------------- | ------- |
| آخر ديسمبر             |                | معز كمون            | تونس    |
| الجامع                 |                | داوود اولاد السيد   | المغرب  |
| حي خيالات المآتة       |                | حسن علي             | العراق  |
| حنين                   |                | حسن الحليبي         | البحرين |
| رصاصة طائشة            |                | جورج هاشم           | لبنان   |
| ميكروفون               |                | أحمد عبد الله السيد | مصر     |
| مرة أخرى               |                | جود سعيد            | سوريا   |
| الشوق                  |                | خالد الحجر          | مصر     |
| شتى يا دنيا            |                | بهيج حجيج           | لبنان   |
| الطريق الدائري         |                | تامر عزت            | مصر     |
| ابن بابل               |                | محمد الدراجي        | العراق  |

## لجان التحكيم

### المسابقة الدولية
- ارتورو ريبستين، مخرج مكسيكي (الرئيس)
- هيكتور أوليفيرا، مخرج أرجنتيني
- إدريسا ويدراوغو، مخرج منتج بوركينابي
- ريمي جيرارد، ممثل كندي
- علي بدرخان، مخرج مصري
- محمد حفظي، كاتب سيناريو مصري
- أندرو فاغنا، منتج مجري
- عرفان خان، ممثل هندي
- لوتشيانو سوفينا، منتج إيطالي
- محمد مفتاح، مخرج مغربي
- دنيس نيومان، ممثلة جنوب إفريقية
- يون جونغ هي، ممثلة كورية جنوبية
- ملتم جومبول، ممثلة تركية

### المسابقة العربية
- محمد العدل، منتج مصري (الرئيس)[5]
- فتحي عبد الوهاب، ممثل مصري
- هيفاء المنصور، مخرجة سعودية
- بسام كوسا، ممثل سوري
- إبراهيم اللطيف، مخرج تونسي

### مسابقة أفلام الديجيتال
- باسيك باكو بهيو، مخرج كاميروني (الرئيس)
- جورج باباليوس، منتج يوناني
- أجنيس كوكسيس، مخرجة مجرية
- سيلينا جيتلي، ممثلة هندية
- نجوى نجار، مخرجة وكاتبة فلسطينية
- سعدت إسيل أكوسي، ممثلة تركية

## الجوائز
- جائزة الهرم الذهبي: الشوق للمُخرج خالد الحجر[6]
- جائزة الهرم الفضي: وكأنني لم أكن هناك للمُخرجة خوانيتا ويلسون
- أفضل مخرج: سفيتوساف أوفتشاروف عن فيلم التعليق الصوتي
- أفضل ممثل: أليساندرو غاسمان وعمرو واكد عن دورهما في الأب والغريب
- أفضل ممثلة: سوسن بدر عن دورها في فيلم الشوق وإيزابيل أوبير عن دورها في فيلم كوباكابانا [الإنجليزية]